# Chapari
Chapari è una suddivisione dell'India, classificata come census town, di 7.242 abitanti, situata nel distretto di Purulia, nello stato federato del Bengala Occidentale. In base al numero di abitanti la città rientra nella classe V (da 5.000 a 9.999 persone).

## Geografia fisica
La città è situata a 23° 29' 29 N e 86° 33' 38 E.

## Società

### Evoluzione demografica
Al censimento del 2001 la popolazione di Chapari assommava a 7.242 persone, delle quali 3.845 maschi e 3.397 femmine. I bambini di età inferiore o uguale ai sei anni assommavano a 799, dei quali 422 maschi e 377 femmine. Infine, coloro che erano in grado di saper almeno leggere e scrivere erano 5.597, dei quali 3.246 maschi e 2.351 femmine.